# فرانسيسكو غامبو غوميز
فرانسيسكو غامبو غوميز (بالإسبانية: Francisco Gamboa)‏ (20 يوليو 1985 بغوادالاخارا في المكسيك - ) هو لاعب كرة قدم مكسيكي في مركز الدفاع. لعب مع نادي تولوكا.

## وصلات خارجية
- فرانسيسكو غامبو غوميز على موقع قاعدة بيانات كرة القدم.إي يو (الإنجليزية)
- فرانسيسكو غامبو غوميز على موقع Soccerway.com (الإنجليزية)
- فرانسيسكو غامبو غوميز على موقع AS.com (الإسبانية)